# Kutenhaus
Kutenhaus, auf Karten auch uneinheitlich in der Schreibweise Kütenhaus oder Küttenhaus, ist eine Ortslage im Nordwesten der bergischen Großstadt Wuppertal am Steinberger Bach. 

## Lage und Beschreibung
Die Hofschaft liegt auf einer Höhe von 188 m ü. NHN an der Straße Gut Steinbergs im Westen des Wohnquartiers Eckbusch im Stadtbezirk Uellendahl-Katernberg. Benachbarte Ortslagen sind Frankholz (Beek), Frankholz (Varresbeck), Frankholzhäuschen, Frankholzhöhe, der Reithof Katernberg, Häuschen, Lohrenbeck, Gut Steinberg, Eskesberg, Bergerheide und Am Hagen.

## Etymologie und Geschichte
Auf der Topographischen Aufnahme der Rheinlande von 1824 ist der Hof als Küttenhaus verzeichnet. Kutenhaus lag in der 1867 von der Bürgermeisterei Haan abgespalteten Gemeinde Sonnborn, die 1888 unter Gebietsabtretungen an die Stadt Elberfeld in Gemeinde Vohwinkel umbenannt wurde. 
Im Gemeindelexikon für die Provinz Rheinland von 1888 werden ein Wohnhaus mit 22 Einwohnern angegeben.
Mit der Gründung Wuppertals 1929 fand Kutenhaus als Teil von Vohwinkel Aufnahme in das Stadtgebiet.